# Melittia congoana
Melittia congoana là một loài bướm đêm thuộc họ Sesiidae. Nó được tìm thấy ở Cộng hòa Dân chủ Congo.